# These Dangerous Years
These Dangerous Years (bra Almas em Agonia) é um filme de drama britânico de 1957, dirigido por Herbert Wilcox.